# Terrorizers
«Terrorizers» (кит. трад.: 恐怖分子; піньїнь: Kǒngbù Fènzǐ) — міський трилер режисера Едварда Янга, представника нової хвилі тайванського кінематографу. Тайванська прем'єра відбулася 19 грудня 1986 року. Фільм демонструвався 10 серпня 1987 року на Міжнародному кінофестивалі у Локарно, де отримав нагороду Срібний леопард за найкращу режисерську роботу.

## Сюжет
Мультинаративний сюжет фільму розповідає про три різні групи людей, що живуть у Тайбеї: юну дівчину, яка проводить час із злочинцями, лікаря та його дружину письменницю, юного фотографа, який спостерігає за життям міста.

## У ролях
- Кора Міао — Чжоу Юфен, письменниця, що хворіє на депресію
- Лі Лічун — Лі Ліжонг, лікар, чоловік Чжоу
- Ван Ань — дівчина злочинниця
- Ма Шао Чунь — молодий фотограф
- Чин Ши Чі — Шень, колишній Чжоу
- Ю Ан Шунь — друг дівчини
- Ку Пао Мінь — поліцейський
- Хуань Чіа Чінь — дівчина фотографа

## Нагороди
| Рік  | Премія                                       | Категорія            | Номінант         | Результат |
| ---- | -------------------------------------------- | -------------------- | ---------------- | --------- |
| 1986 | Премія «Золотий кінь»                        | Найкращий фільм      | «Terrorizers»    | Перемога  |
| 1986 | Премія «Золотий кінь»                        | Найкраща жіноча роль | Кора Міао        | Номінація |
| 1986 | Премія «Золотий кінь»                        | Найкращий сценарій   | Едвард Янг Сяо Є | Номінація |
| 1987 | Азіатсько-тихоокеанський кінофестиваль       | Найкращий сценарій   | Едвард Янг Сяо Є | Перемога  |
| 1987 | Премія Британського інституту кінематографії | Сазерленд Трофі      | «Terrorizers»    | Перемога  |
| 1987 | Міжнародний кінофестиваль у Локарно          | Срібний леопард      | Едвард Янг       | Перемога  |